# LaRegione
laRegione (in precedenza laRegioneTicino) è un quotidiano di lingua italiana del Canton Ticino (Svizzera). La sede principale è a Bellinzona, con redazioni locali a Lugano, Locarno e Chiasso. Ha una tiratura di 31 125 copie. L'editore è Giacomo Salvioni, il direttore è Daniel Ritzer
Ha un lettorato di 100 000 lettori (dati aprile 2017) il che ne fa uno dei giornali di riferimento della Svizzera italiana. Ha una forte penetrazione nel Sopraceneri, risultando il primo per lettori nel Bellinzonese e nel Locarnese. È invece secondo nel Luganese e nel Mendrisiotto.
Il quotidiano venne fondato nel 1992 dalla fusione dei quotidiani ticinesi Il Dovere e L'Eco di Locarno. La prima edizione apparve il 14 settembre 1992.